# Союз 36
Союз 36 е съветски пилотиран космически кораб, който извежда в Космоса петата посетителска експедиция на орбиталната станция Салют-6.

## Екипажи

### При старта

#### Основен
- Валерий Кубасов (3) – командир
- Берталан Фаркаш (1) – космоснавт-изследовател

#### Дублиращ
- Владимир Джанибеков – командир
- Бела Магиари – космонавт-изследовател

### При приземяването
- Виктор Горбатко – командир
- Фам Туан – космоснавт-изследовател

## Параметри на мисията
- Маса: 6800 кг
- Перигей: 197,5 (345,5) km
- Апогей: 281,9 (363,3) km
- Наклон на орбитата: 51,64°
- Период: 89,0 мин

## Програма
Първи полет на гражданин от Унгария, пета посетителска експедиция на борда на станцията „Салют-6“. По това време там се намира четвъртият дълговременен екипаж Леонид Попов и Валерий Рюмин.
Това е петият полет по програма „Интеркосмос“, по която военни пилоти от т. нар. Източен блок осъществяват космически полети с продължителност от около 8 денонощия до съветска космическа станция.
Освен политическата цел по време на полета са проведени научни експерименти и изследвания и фотозаснемане на Земята.
Съвместната работа на четиримата космонавти продължава около 7 денонощия.
Международния екипаж се приземява с кораба Союз 35, а „Союз 36“ остава скачен за „Салют 6“.
На 4 юни 1980 г. екипажът прави прехвърляне на кораба „Союз 36“ от кърмовия към предния скачващ възел на космическата станция. Те разкачат „Союз 36“ и се отдалечават на разстояние от около 100-200 метра. От центъра за управление на полета подават команда на станцията „Салют 6“ да се завърти на 180°, с предния скачващ възел пред чакащия космически кораб „Союз 36“. Това се прави с цел да се освободи кърмовият възел на станцията за следващите товарни кораби Прогрес.
За първи път космонавтите летят с космически кораб, с който не са стартирали, а и с който няма да се приземят. С него ще се приземи екипажът, пристигнал в космоса със Союз 37.